# Saint-Étienne-la-Varenne
Saint-Étienne-la-Varenne ist eine französische Gemeinde mit 783 Einwohnern (Stand: 1. Januar 2022) im Département Rhône in der Region Auvergne-Rhône-Alpes. Sie gehört zum Arrondissement Villefranche-sur-Saône und zum Kanton Belleville-en-Beaujolais. Die Einwohner werden Stéphanois genannt.

## Weblinks

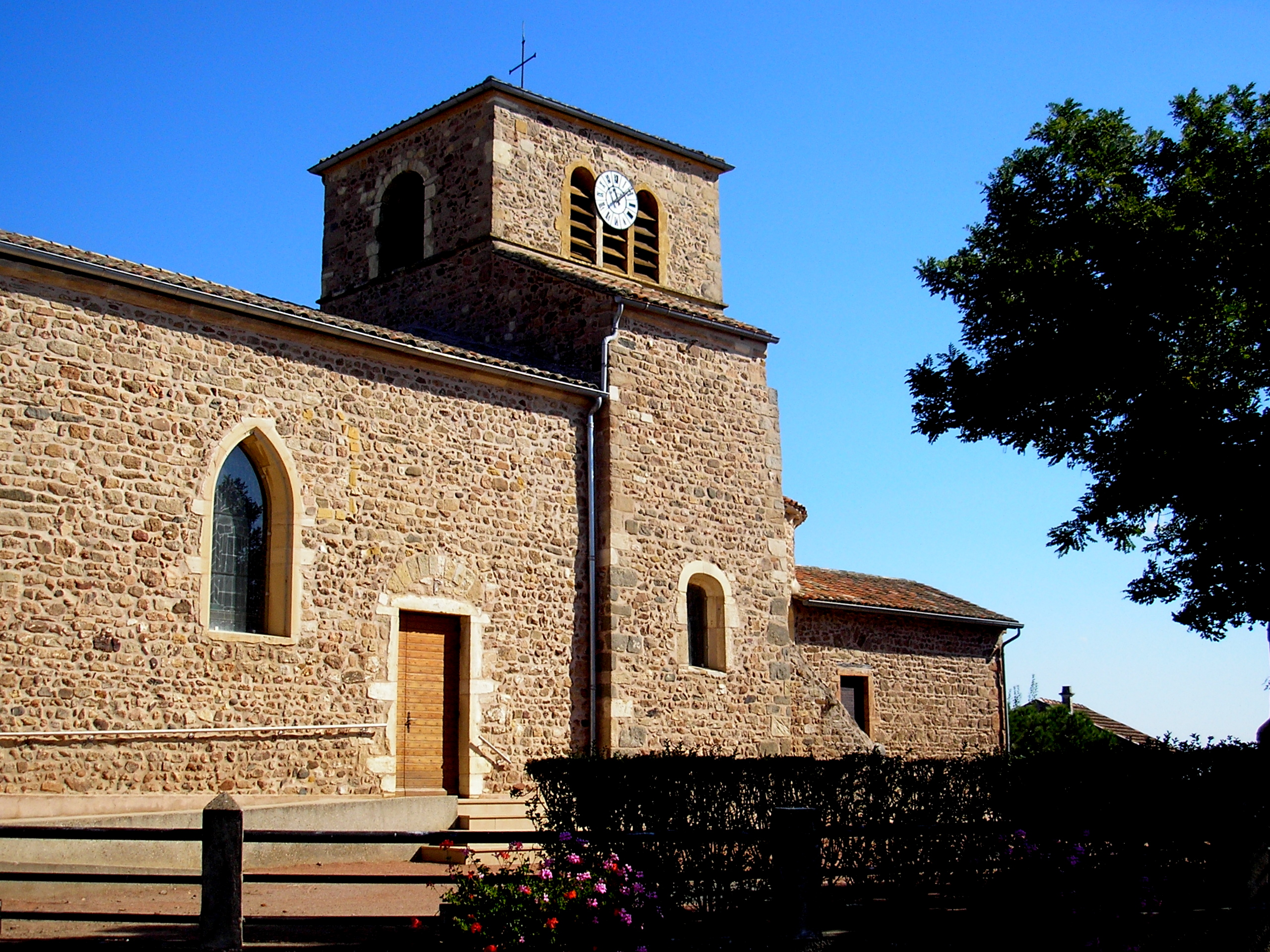
Kirche

## Geographie
Saint-Étienne-la-Varenne liegt etwa zwölf Kilometer nordnordwestlich von Villefranche-sur-Saône. Umgeben wird Saint-Étienne-la-Varenne von den Nachbargemeinden Quincié-en-Beaujolais im Norden und Nordwesten, Odenas im Norden und Nordosten, Saint-Étienne-des-Oullières im Osten und Südosten sowie Le Perréon im Süden und Westen.

## Bevölkerungsentwicklung
| Jahr                       | 1962 | 1968 | 1975 | 1982 | 1990 | 1999 | 2006 | 2013 |
| Einwohner                  | 536  | 528  | 487  | 503  | 518  | 608  | 669  | 727  |
| Quellen: Cassini und INSEE |      |      |      |      |      |      |      |      |

## Sehenswürdigkeiten
- Kirche